# NGC 3255
NGC 3255 је расејано звездано јато у сазвежђу Прамац које се налази на NGC листи објеката дубоког неба.
Деклинација објекта је - 60° 40' 42" а ректасцензија 10h 26m 31,3s. Привидна величина (магнитуда) објекта NGC 3255 износи 11,0. NGC 3255 је још познат и под ознакама OCL 817, ESO 127-SC20.